# Рио Негро (провинция)
Рѝо Нѐгро (на испански: Río Negro) е една от 23-те провинции на Аржентина. Намира се в северната част на Патагония. Провинция Рио Негро е с население от 750 768 души (2022) и обща площ от 203 013 км². Главен град на провинцията е Виедма.